# وانگ ووفو
وانگ ووفو (چینی: 王伍福؛ زادهٔ ۱۹۴۸ میلادی) بازیگر اهل چین است.
از فیلم‌ها یا برنامه‌های تلویزیونی که وی در آن نقش داشته است، می‌توان به تأسیس جمهوری و بر روی کوه تای هنگ اشاره کرد.
همچنین برندهٔ جوایزی همچون جایزه ققنوس زرین شده است.